# Saint-Étienne-le-Laus
Saint-Étienne-le-Laus – miejscowość i gmina we Francji, w regionie Prowansja-Alpy-Lazurowe Wybrzeże, w departamencie Alpy Wysokie.

## Demografia
Według danych na rok 1990 gminę zamieszkiwało 177 osób, a gęstość zaludnienia wynosiła 20 osób/km². W styczniu 2015 r. Saint-Étienne-le-Laus zamieszkiwało 309 osób, przy gęstości zaludnienia wynoszącej 35,7 osób/km².